# The Killing (Forbrydelsen)
Forbrydelsen (The Killing: crónica de un asesinato en España) es una serie de televisión danesa del género policial creada por Søren Sveistrup y producida por Danmarks Radio. Fue emitida por primera vez en el canal de la televisión danesa DR1 el 7 de enero de 2007, y desde entonces ha sido emitida en numerosos países. Consta de tres temporadas.
La serie está ambientada en el principal departamento de policía de Copenhague y gira en torno a la detective Sarah Lund (papel encarnado por Sofie Gråbøl) y su equipo, quienes en cada temporada siguen un caso diferente de asesinato, narrado día a día en un episodio de una hora que cubre las veinticuatro horas de investigación. La serie se caracteriza por sus vueltas de tuerca, amplios arcos narrativos, el tono oscuro y por presentar con igual énfasis  las historias relativas a las familias de las víctimas, como su efecto en los círculos políticos a lo largo de la investigación. También ha sido destacada por su fotografía del ambiente danés y la capacidad actoral de su elenco.
Forbrydelsen logró un gran éxito tanto en Dinamarca como en el resto del mundo y fue aclamada por la crítica en diversos países (particularmente en Reino Unido, Alemania y Holanda), convirtiéndose en una serie televisiva de culto. Ha recibido numerosos premios y nominaciones incluyendo un premio BAFTA y un Emmy International. En 2011 la cadena AMC produjo un remake, The Killing,  para la televisión estadounidense. En 2012 Macmillan editó una novela, adaptación de la primera temporada, escrita por el británico David Hewson, a la que siguieron otros dos volúmenes en 2013 y 2014. En 2014 se estrenó una adaptación turca en Kanal D, titulada Cinayet.

## Personajes

### Primera temporada
- Detective inspectora Sarah Lund: Sofie Gråbøl
- Detective inspector Jan Meyer: Søren Malling
- Candidato a alcalde Troels Hartmann: Lars Mikkelsen
- Consejera política y amante de Hartman Rie Skovgaard: Marie Askehave
- Padre de Nanna, Theis Birk Larsen: Bjarne Henriksen
- Madre de Nanna, Pernille Birk Larsen: Ann Eleonora Jørgensen
- Jefe de campaña de Hartman, Morten Weber: Michael Moritzen
- Empleado en la empresa de Theis Birk Larsen, Vagn Skærbæk: Nicolaj Kopernikus
- Actual alcalde, Poul Bremer: Bent Mejding
- Rama, profesor de Nanna: Farshad Kholghi
- Inspector jefe, Lennart Brix: Morten Suurballe
- Esposa de Jan Meyer, Hanne: Petrine Agger

### Segunda temporada
- Exdetective inspectora Sarah Lund: Sofie Gråbøl
- Inspector jefe, Lennart Brix: Morten Suurballe
- Detective Inspector Ulrik Strange: Mikael Birkkjær
- Ministro de justicia Thomas Buch: Nicolas Bro
- Primer ministro Gert Grue Eriksen: Kurt Ravn
- Sargento Jens Peter Raben: Ken Vedsegaard
- Mayor Christian Søgaard: Carsten Bjørnlund
- Louise Raben: Stine Prætorius
- Carsten Plough: Preben Kristensen
- Karina Munk Jørgensen: Charlotte Guldberg
- Torsten Jarnvig: Flemming Enevold
- Said Bilal: Igor Radosavljevic

### Tercera temporada
- Sarah Lund: Sofie Gråbøl
- Mathias Borch: Nikolaj Lie Kaas
- Lennart Brix: Morten Suurball
- Asbjørn Juncker: Sigurd Holmen le Dous
- Robert Zeuthen: Anders W. Berthelsen
- Maja Zeuthen: Helle Fagralid
- Niels Reinhardt: Stig Hoffmayer
- Kristian Kamper: Olaf Johannessen
- Kristoffer Kamper: Jonatan Spang
- Karen Nebel: Trine Pallesen
- Birgit Eggert: Tammi Øst
- Tage Steiner: Peter Mygind

## Argumento

### Primera temporada
La inspectora Sarah Lund vive su último día de trabajo en el departamento de policía de Copenhague. Ha pedido el traslado a Estocolmo para instalarse así con su prometido. Sus planes cambian cuando Nanna Birk Larsen, una joven de 19 años, es encontrada muerta, después de haber sido violada y asesinada.
Con la ayuda de su sustituto, Jan Meyer, Sarah se ve obligada a quedarse e investigar el asesinato. La investigación se complica cuando el candidato a la elección a la alcaldía de Copenhague se ve envuelto en la investigación. Si bien es excelente tiene un error en la estructura del guion, que lleva a descartar totalmente al asesino al televidente atento y activo.

### Segunda temporada
Diez días después de que una abogada, Anne Dragsholm, haya sido encontrada asesinada, el jefe del departamento de homicidios de la policía de Copenhague, Lennart Brix, se da cuenta de que su grupo se enfrenta con un caso mucho más complicado de lo que parecía a primera vista. Desesperado por obtener resultados, envía al detective Ulrik Strange a ver a la exdetective Sarah Lund para pedirle que eche un vistazo al caso. Lund, que fue degradada a trabajar en la policía de fronteras después del caso de Nanna Birk Larsen de la primera temporada y que ahora trabaja en Gedser en el sur de Dinamarca, al principio no muestra interés, pero cambia su parecer, sospechando que el asesino no está tan claro como parece, a pesar de la confesión del marido de Dragsholm.
Una segunda trama se centra en la investigación del asesinato de los miembros de un pelotón del ejército danés que parece estar implicado en una matanza en Afganistán.

### Tercera temporada
La tercera temporada, coprotagonizada por Nikolaj Lie Kaas, empezó a emitirse en Dinamarca en septiembre de 2012. La temporada final de Forbrydelsen se adentra en la crisis financiera global cuando el asesinato de un marinero conduce a Sarah Lund a investigar a una gran empresa.